# 馬來潮龜
馬來潮龜（學名：Batagur affinis）是潮龜屬下的一種龜，發現於馬來西亞、印度尼西亞和柬埔寨。

## 亞種
- Batagur affinis affinis[2]
- Batagur affinis edwardmollis[2]

## 保護
在2001年被再次發現前，這種龜一直被認為已在柬埔寨絕跡。因此現在這些龜已被安置動物遷徙監控設備，國王諾羅敦·西哈莫尼以個人名義發佈了對這種龜的保護命令。馬來潮龜實際上是柬埔寨皇家菜肴的一道珍饈，2005年才被列為國家爬行動物，以提高人們對馬來潮龜的認識。
在馬來西亞，馬來潮龜的數量也在不斷減少。

## 外部連結
- Turtle Survival Alliance Blog – Southern River Terrapin (Batagur affinis)
- Turtle Conservation Society of Malaysia （页面存档备份，存于）
- Satellites to Track Rare Royal Turtle in Cambodia (Video) （页面存档备份，存于）